# Sonic Fiction
Sonic Fiction ist ein Jazzalbum des Matthew Shipp Quartet mit Mat Walerian, Michael Bisio und Whit Dickey. Die am 18. Dezember 2015 in den Park West Studios, Brooklyn entstandenen Aufnahmen erschienen 2018 auf ESP-Disk.

## Hintergrund
Mat Walerian hatte ab 2012 bei drei früheren Alben mit Shipp zusammengearbeitet, auf dem Duoalbum The Uppercut: Live at Okuden, auf Jungle: Live at Okuden (mit Hamid Drake) und kurz zuvor auf This Is Beautiful Because We Are Beautiful People, mit William Parker, alle für ESP-Disk. Auf Shipps Sonic Fiction nahm Walerian zum ersten Mal in einem Quartett mit dem Pianisten auf. Mit dem Schlagzeuger Whit Dickey spielte Shipp ab den 1990er-Jahren im Quartett von David S. Ware, und mit Michael Bisio erstmals im Trio bei einem Auftritt im The Arts Center of the Capital Region in Troy, New York, dokumentiert auf seinem Album Art of the Improviser (Thirsty Ear). Walerian verwendet ein Arsenal von Holzblasinstrumenten, das angeblich dem von Eric Dolphy ähnelt: Altsaxophon, Bassklarinette und Es-Klarinette.
„The Station“ ist ein Solo für Klarinette; Shipps „Energy Flow“ ist ein Solostück Shipps. „The Problem of Jazz“ enthält ein längeres Solo des Bassisten Michael Bisio; ein weiteres Solo ist „The Note“, ein 17 Sekunden langer Titel, bestehend aus einem einzigen Klavierton, der vom Pedal gehalten wird.

## Titelliste
- Matthew Shipp Quartet: Sonic Fiction (ESP Disk ESP 5018)[4]

1. First Step 3:24
2. Blues Addiction 6:23
3. The Station 5:53
4. Lines of Energy 4:02
5. Easy Flow 5:39
6. The Problem of Jazz 5:00
7. The Note 0:17
8. 3 By 4 6:25
9. Cell in the Brain 5:33
10. Sonic Fiction 11:23

Alle Kompositionen stammen von Matthew Shipp.

## Rezeption
Mike Shanley schrieb in JazzTimes, auch wenn bei Sonic Fiction der Pianist die Session leite und alle Titel geschrieben habe, biete er dennoch den beteiligten Musikern viel kreativen Raum. Thom Jurek verlieh dem Album in Allmusic vier Sterne und schrieb, die Musik auf Sonic Fiction entstand im Rahmen des dialogischen Ausdrucks, „als Musik der Ideen, die direkt und intim kommuniziert, ausgetauscht und hervorgebracht werden.“ Sonic Fiction markiere eine neue Phase für Shipp, meinte Jurek, die sich aus seinen früheren Sessions mit Walerian (und seinen zahlreichen Begegnungen mit dem Saxophonisten Ivo Perelman) zu einer geteilten, multivalenten musikalischen Sprache entwickle, in dem musikalische Gleichungen angegeben, überprüft und letztendlich austariert werden, bevor sie als neues klangliches Terrain auftauchten.

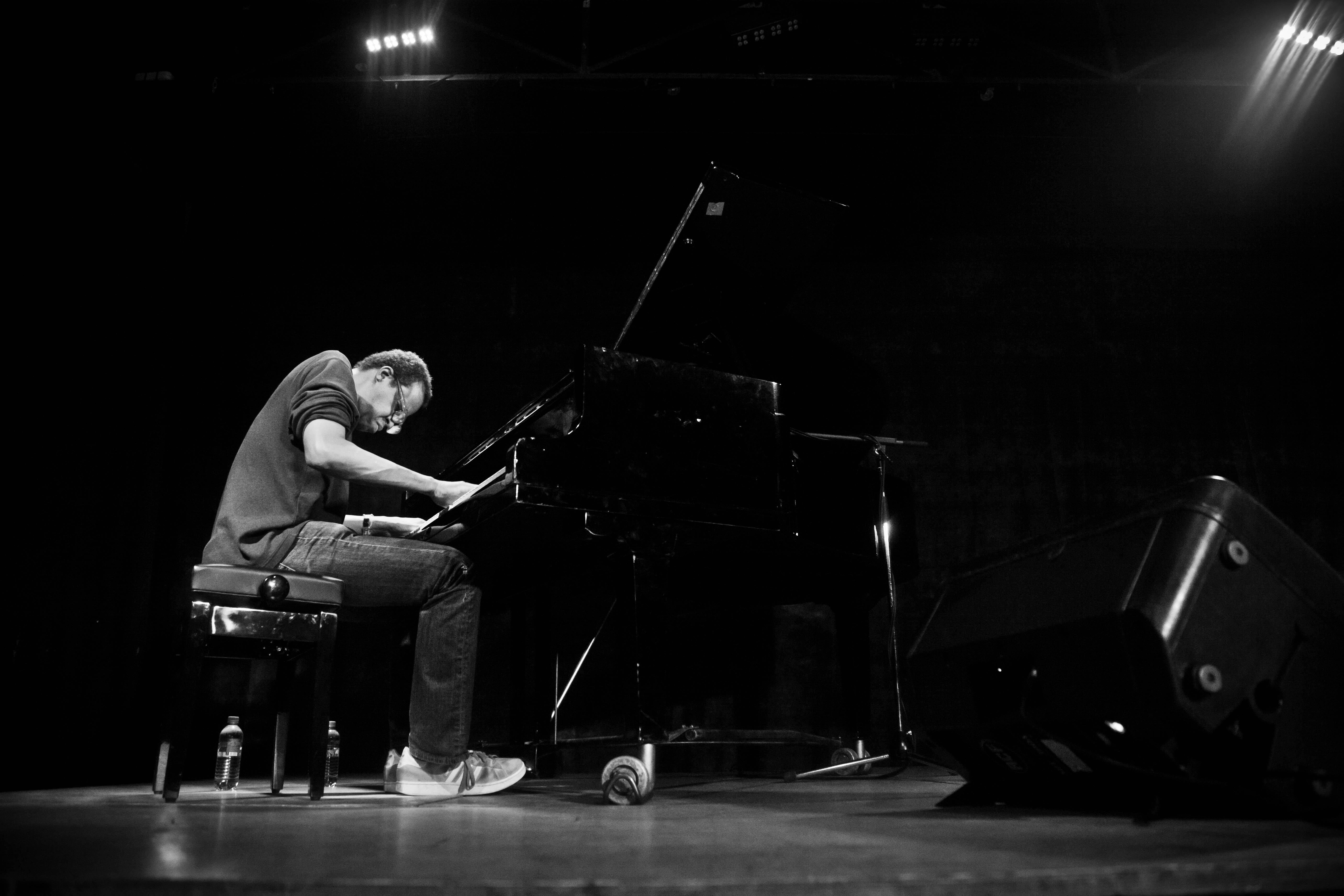
Matthew Shipp bei einem Konzert mit Ivo Perelman 2017

John Garratt (Pop Matters) notierte, Sonic Fiction sei „ein wahrer Genuss“. Während das zeitgleich veröffentlichte Soloalbum Zero eher intellektuell erscheine, seien Shipps andere ESP-Veröffentlichung mit seinem Quartett spielerischer und dennoch nicht weniger anregend. Mehr als 25 Jahre nach dem Beginn seiner Karriere als Musiker stürze Shipp sich immer noch in eine Leere auf der Suche nach etwas Unmöglichem.
S. Victor Aaron (Something Else!) meint, die erweiterte Besetzung biete Walerian die Möglichkeit, mit einer vollständigen Rhythmusgruppe zu interagieren, anstatt nur mit Schlagzeug oder Bass, aber nicht mit beiden. Das zehnte Stück „Sonic Fiction“ zeigte am besten, wie gut sich Walerian in Shipps Trio zu Hause gefühlt haben muss und es zu einem echten Quartett zu machen. „Sonic Fiction“ sei, so Aaron, die einzige erweiterte Komposition, in der Walerian und Shipp auf parallelen Spuren improvisieren. Bemerkenswert sei dabei, „wie sie in der Lage sind, ihre eigenen unverwechselbaren Stimmen gleichzeitig beizubehalten, ohne ineinander zu kollidieren.“
Im Einklang mit der demokratischen Form der Combo sei nach Ansicht Aarons die Rolle jedes Einzelnen von entscheidender Bedeutung. „The Problem of Jazz“ unterstreiche Bisios Geschicklichkeit am Bass, und Dickeys Anteil an der Gesamttonalität des Gruppensounds übertreffe seine Verantwortung als Zeitgeber. In der Verbindung mit der einzigartig übergroßen Persönlichkeit von Mat Walerian habe Shipp eine gute Rechtfertigung gefunden, um zu einem Quartett zurückzukehren.